# Макмаон, Стив (младший)
Стивен Джозеф Макмаон (англ. Stephen Joseph McMahon; род. 31 июля 1984, Саутпорт, Мерсисайд, Англия) — английский футболист, выступал на позиции защитника.

## Биография
Макмаон начал свою карьеру в «Блэкпуле», дебютировав в 2002 году, его отец Стив Макмаон был главным тренером команды. В 2004 году «Блэкпул» выиграл Трофей Футбольной лиги, а Макмаон вышел на замену в финале. В сентябре 2004 года он на правах аренды перешёл в «Киддерминстер Харриерс», где провёл шесть матчей, прежде чем вернуться в «Блэкпул». В феврале 2005 года Макмаон подписал контракт с клубом только что созданной А-Лиги «Перт Глори», где его отец недавно был назначен главным тренером. Последнему пришлось покинуть клуб после обвинений в кумовстве в средствах массовой информации. В начале сезона Макмаон принял участие в 12 матчах лиги, после того как Макмаон-старший ушёл со своего поста в начале декабря 2005 года. Макмаон-младший на поле больше не появлялся. Ранее стало известно, что президент клуба отклонил продление контракта с Макмаоном-младшим. Макмаон покинул клуб в конце сезона и с тех пор регулярно включается в списки худших игроков А-Лиги всех времен.

## Достижения
- Победитель Трофея Футбольной лиги: (2003/04)